# Bisdom Lodi
Het bisdom Lodi (Latijn: Dioecesis Laudensis, Italiaans: Diocesi di Lodi) is een bisdom van de Rooms-Katholieke Kerk in Italië. Het bisdom is suffragaan aan het aartsbisdom Milaan en omvat de gehele provincie Lodi alsmede delen van de provincies Pavia, Milaan en Cremona. De zetel van het bisdom is in Lodi.
Het bisdom heeft ruim 270.000 inwoners waarvan bijna 98% geregistreerd staat als katholiek. Er zijn 124 parochies. In het bisdom zijn ongeveer 240 priesters actief. Patroonheilige van het bisdom is Sint Bassianus, bisschop van Lodi in de vierde eeuw. Vanaf 2005 was mgr. Giuseppe Merisi, voorheen hulpbisschop in Milaan, bisschop van Lodi. Hij werd in de zomer van 2014 opgevolgd door mgr. Maurizio Malvestiti.

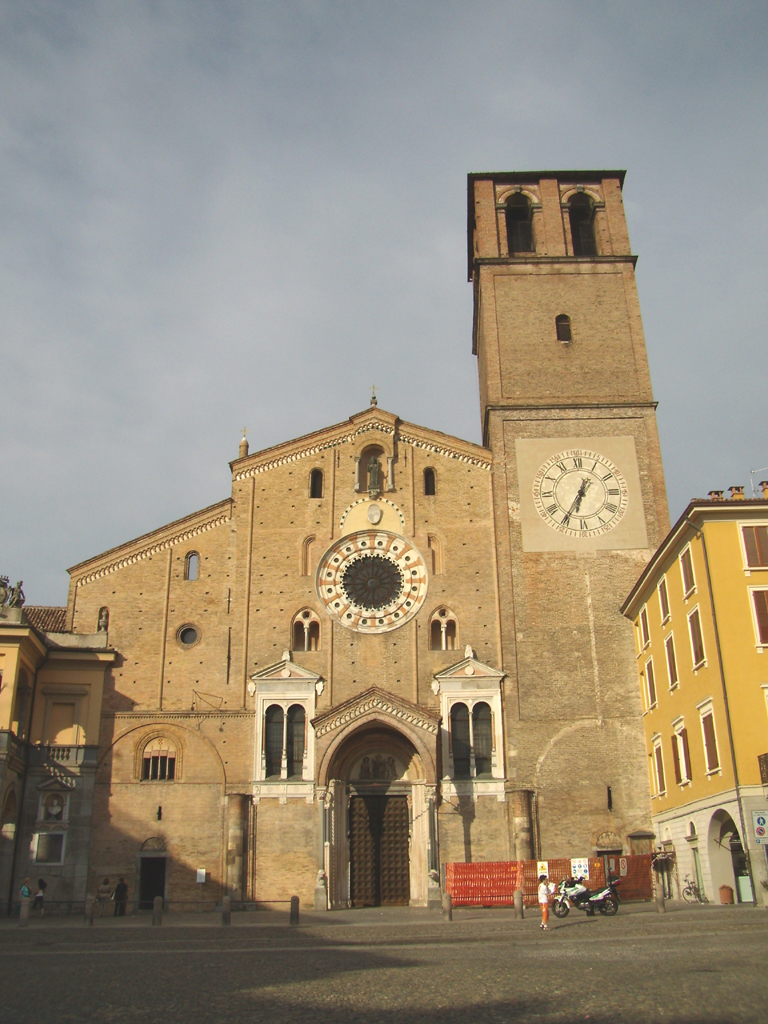
Dom van Lodi, zetel van het bisdom
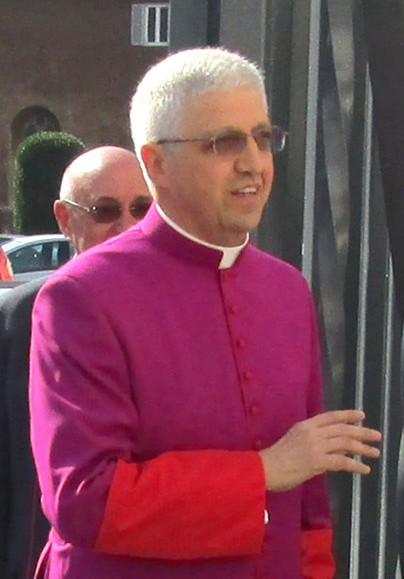
Bisschop Maurizio Malvestiti